# Distretto di Ntungamo
Il distretto di Ntungamo è un distretto dell'Uganda, situato nella Regione occidentale.